# Mónica Rina Mamani
Mónica Rina Mamani (El Alto, La Paz; 1990) es una pintora boliviana, considerada por la crítica contemporánea, como una destacada exponente de la pintura de su país;  sus obras pictóricas se desarrollan con las técnicas de la acuarela y el acrílico.

## Trayectoria
Egresada de  la Escuela Municipal de Artes, EMDA, de la ciudad de El Alto, fue discípula del acuarelista Ricardo Pérez Alcalá, de quien se dice fue su alumna favorita, hasta el fallecimiento de aquel en el año 2013.
Se dedica al arte desde 2005.
Junto a Rosmery Mamani Ventura, Adda Donato y Álvaro Ruilova, es considerada una notoria exponente acuarelista de Bolivia, en el siglo XXI

## Premios y distinciones
- Primer Premio en el Concurso Nacional de Acuarela realizado en Cochabamba el 2009[11]
- Mención de Honor en el Salón “Pedro Domingo Murillo” el 2010[11]
- Segundo lugar en el Concurso Nacional de Pintura, 2012[12]

- Segundo lugar en el II Concurso de Pintura Osvaldo Sánchez Terrazas, 2018.[13]

## Exposiciones
- Mujeres artistas del siglo XXI, 2011[11]
- El color de la tierra, 2015[14]
- Mujeres, 2016[15]

- Siete artistas, exposición colectiva, 2016[16]

- Solamente Rina, 2017[17]